# Jenny Erpenbeck
Jenny Erpenbeck, née le 12 mars 1967 à Berlin-Est, est une metteure en scène et écrivaine allemande.

## Biographie
Jenny Erpenbeck grandit en République démocratique allemande. Ses grands-parents, Hedda Zinner et Fritz Erpenbeck, sont écrivains. Elle est la fille du physicien et philosophe John Erpenbeck (de) et de la traductrice Doris Kilias (de). Durant les années 1980, elle travaille comme relieuse, puis est accessoiriste et habilleuse dans plusieurs théâtres. En 1988, Erpenbeck étudie le théâtre à l'université Humboldt de Berlin, puis à partir de 1990, la mise en scène du théâtre musical à l'Académie de musique Hanns Eisler. En 1997, elle devient régisseuse au Graz Opera, où elle signe des mises en scène des opéras Erwartung (l'Attente) d'Arnold Schönberg, Le Château de Barbe Bleue de Bela Bartok, et sa propre pièce de théâtre, Les Chats ont sept vies; depuis 1998, elle a mis en scène l'Orfeo de Claudio Monteverdi à Aix-la-Chapelle, Acis und Galatea de Georg Friedrich Händel à l'Opéra de l'Etat de Berlin, Zaïde de Wolfgang Amadeus Mozart à Nuremberg/Erlangen.
En tant qu'écrivain, Jenny Erpenbeck débute par son premier roman, Geschichte vom alten Kind, qui paraît en 1999. En 2001, elle reçoit le prix du jury lors des journées de la littérature de langue allemande. Le Prix Heimito von Doderer (de) lui est décerné en 2008. L'Independent Foreign Fiction Prize (en) lui est attribué en 2015 pour son roman The End of Days (Aller Tage Abend), traduit de l'allemand par Susan Bernofsky. En 2024, Jenny Erpenbeck remporte le l'International Booker Prize , pour son roman Kairos, traduit de l'allemand par Michael Hofmann.

## Œuvre

### Romans
- Geschichte vom alten Kind, Eichborn, 1999 Publié en français sous le titre L'Enfant sans âge, traduit par Bernard Kreiss, Éditions Albin Michel, coll. « Les Grandes Traductions », 2001,  (ISBN 9782226130778)
- Wörterbuch, Eichborn, 2004,  (ISBN 9783821807423)
- Heimsuchung, Eichborn, 2008 Publié en français sous le titre Le Bois de Klara, traduit par Brigitte Hébert et Jean-Claude Colbus, Actes Sud, coll. « Lettres allemandes », 2009,  (ISBN 9782742785469)
- (de) Aller Tage Abend : Roman, Munich, Knaus, 2012, 282 p. (ISBN 978-3-8135-0369-2)
- (de) Gehen, ging, gegangen : Roman, Munich, Knaus, 2015, 244 p. (ISBN 978-3-8135-0370-8) Publié en français sous le titre Je vais, tu vas, ils vont, traduit par Claire de Oliveira, Fayard, coll. « Littérature étrangère », 2022,  (ISBN 978-2-213-71774-6)
- (de) Kairos : Roman, Munich, Penguin Verlag, 2021, 379 p. (ISBN 978-3-328-60085-5)

### Nouvelles
- Tand, Eichborn, 2001 Publié en français sous le titre Bagatelles, traduit par Bernard Kreiss, Éditions Albin Michel, coll. « Les Grandes Traductions », 2004,  (ISBN 9782226150783)

### Théâtre
- Katzen haben sieben Leben, Eichborn, 2000,  (ISBN 9783821807850)

### Recueil d'articles
- Dinge, die verschwinden, Galiani, 2009,  (ISBN 9783869710044)